# Клопиралид
Клопиралид — селективный гербицид, хлорпроизводное пиколиновой кислоты из группы пиридинкарбоновых кислот.

## Синтез
Синтез клопиралида начинается с 2-пиколина, который хлорируют на свету. Затем трихлорметильная группа под действием азотной кислоты гидролизуется до карбоксильной группы:

## Использование
Клопиралид используется в качестве активного ингредиента в продуктах защиты растений. Соединение было представлено на рынок в 1975 году компанией Dow Chemical в качестве системного и селективного ауксинового гербицида. Может длительное время сохраняться в компосте и наносить вред растениям, которые им удобряются.
Этот гербицид используют после появления всходов на посевах сахарной и кормовой свёклы против различных сорняков, таких как чертополох, мать-и-мачеха, василёк, спорыш, ромашки. Также он используется на посевах рапса, кукурузы, лука и клубники и при выращивании декоративного растительного материала. Клопиралид является одним из немногих эффективных доступных гербицидов против Бодяка полевого — вредного, многолетнего сорняка. Он особенно опасен для гороха, томатов и подсолнечника и может сделать картофель, салат и шпинат несъедобными.

## Утверждение
Клопиралид был включён в список разрешенных в ЕС средства защиты растений 1 мая 2007 года. В Германии, Австрии и Швейцарии, а также в другие страны ЕС клопиралид разрешён к использованию.

## Примечание
1. 1 2 3 4  Record of Clopyralid in the GESTIS Substance Database of the IFA.
2. 1 2  Eintrag zu Clopyralid (нем.). In: Römpp Online. Georg Thieme Verlag, abgerufen am 12. Juni 2014.
3. ↑  Thomas A. Unger. Clopyralid // Pesticide Synthesis Handbook (англ.). — Park Ridge NJ: Noyes Publications, 1996. — P. 530. — ISBN 0-8155-1401-8.
4. ↑  David E. Haskell, California Department of Pesticide Regulation Clopyralid in Compost (недоступная ссылка) (англ.). 2003 Proceedings of the California Weed Science Society 55:163—166.
5. 1 2  Moody, Oliver (23 февраля 2013). Weedkiller banned in US 'is getting into compost and killing garden vegetables' (англ.). London: The Times. Архивировано 12 августа 2016. Дата обращения: 12 августа 2016.
6. ↑  Orefa-Clopyralid (Архивная копия от 15 июля 2014 на Wayback Machine), S. 4.
7. ↑  Richtlinie 2006/64/EG der Kommission vom 18. Дата обращения: 12 августа 2016. Архивировано 12 января 2016 года.
8. ↑  Generaldirektion Gesundheit und Lebensmittelsicherheit der Europäischen Kommission: Eintrag zu Clopyralid Архивная копия от 19 августа 2016 на Wayback Machine in der EU-Pestiziddatenbank; Eintrag in den nationalen Pflanzenschutzmittelverzeichnissen der Schweiz Архивная копия от 21 августа 2016 на Wayback Machine, Österreichs Архивная копия от 6 марта 2016 на Wayback Machine und Deutschlands (недоступная ссылка) (недоступная ссылка) (недоступная ссылка) (недоступная ссылка) (недоступная ссылка) (недоступная ссылка) (недоступная ссылка) (недоступная ссылка) (недоступная ссылка); abgerufen am 16.